# Forcipomyia kyotoensis
Forcipomyia kyotoensis är en tvåvingeart som beskrevs av Tokunaga 1940. Forcipomyia kyotoensis ingår i släktet Forcipomyia och familjen svidknott. Inga underarter finns listade i Catalogue of Life.